# 納喬·比達爾
納喬·比達爾（西班牙語：Nacho Vidal，1973年12月30日—），原名伊格納西奧·霍爾達·岡薩雷斯（西班牙語：Ignacio Jordà González），是名西班牙色情演員與導演。

## 生平
比達爾出生於巴塞隆納省馬塔羅，隨後搬至瓦倫西亞。 比達爾的家庭原本非常富裕，但14歲時因石油危機失去所有財產。
14歲後，比達爾離開學校開始工作以貼補家用。 他在青少年時期曾組成一支龐克樂團。他也曾是一名拳擊手 請進入梅利利亞的西班牙軍團（Spanish Legion）。 之後，21歲的他開始在巴塞隆納的現場色情俱樂部「Bagdad」工作，他與女友潔絲敏（Jazmine）在觀眾面前表演現場性愛動作。 他在那裡認識了巴塞隆納色情電影節負責人 José María Ponce，將比達爾引進色情電影界。他曾與色情女星貝拉多娜交往數年並訂婚，但最後並未步入禮堂。
2005年3月31日，比達爾宣布自色情影界退休，並與哥倫比亞籍模特兒弗朗切絲卡·詹姆斯結婚。他們最初搬至原比達爾家族所擁有的宅邸，位於瓦倫西亞省恩格拉 的一座小鎮。他們在此建立起自己的家庭。 然而，兩人在六週後離婚，比達爾在宣度退休數個月後再度回到色情業界。比達爾在之前與委內瑞拉籍的 Rosa Castro 育有一女。
比達爾受到洛可·希佛帝的提攜，希佛帝在1998年將比達爾帶入好萊塢。比達爾演出超過1500部影片，他也製作和/或導演（包括2000年起「Evil Angel」旗下的人妖與同志影片）許多作品。雖然他自稱是異性戀，他也指導了一些同志影片，作為他廣大的男性同志影迷的禮物。 比達爾進一步表示他思想是非常開明的，但在私人生活上的確是名異性戀。
比達爾也曾演出一些西班牙主流電影和電視節目，包括電視影集《Los Simuladores》 和電影《Va a ser que nadie es perfecto》 與《El Alquimista Impaciente》。